# Jezioro Miłoszewskie
Jezioro Miłoszewskie – jezioro przepływowe położone w północnej części Pojezierza Kaszubskiego, w gminie Linia, niedaleko Strzepcza, na północnym krańcu Kaszubskiego Parku Krajobrazowego. Jezioro jest połączone wąską strugą z jeziorem Lewinko. Ogólna powierzchnia jeziora wynosi 29,3 ha.